# Neomezené hlasování
V systému neomezeného hlasování, anglicky unlimited vote, volič může dát hlas tolika kandidátům, kolik je v daném volebním obvodu obsazováno mandátů nebo tolik hlasů, kolik se celkem v daném tělese obsazuje křesel.
Tento volební systém stojí na pomezí většinového volebního systému a semiproporčního volebního systému. Jeho většinový volební výsledek nelze nějak garantovat a záleží především na rozhodnutích voličů a strategiích stran. Neomezené hlasování totiž na rozdíl od blokového hlasování připouští možnost rozdělit svoje hlasy mezi kandidáty více stran. Aby systém generoval většinový volební výsledek, musí být v stranickém systému jedna strana, která bude dominantní a mít nad ostatními náskok nebo musejí voliči v silně strukturovaném stranickém systému hlasovat blokově. Za takových podmínek jsou všechny hlasy přiděleny vítězné straně a výstup bude většinový. Pokud ale dominantní strana není přítomna, tak může systém produkovat velmi různorodé výsledky a nutit strany uvažovat strategicky při nominaci svých kandidátů.

## Použití volebního systému
Obecně není tento volební systém příliš rozšířen ve volbách na národní úrovni. Používán bývá pouze ve státech, které nejsou etablovanými demokraciemi, jako jsou Laos, Sýrie nebo Kuvajt. Jednu dobu byl používán jako systém pro volby do polského senátu. 
Systémem se volí i do regionálních zastupitelstev Slovenska a to od roku 2001. Při prvních volbách se ukázaly některé efekty volebního systému, např. pokud proti sobě stáli kandidáti podobných stran, ztížilo to jejich pozici. Proto spolu slovenské strany začaly od roku 2005 v těchto volbách uzavírat koalice.  Díky této strategii, ale také dík nedostatečné disciplinovanosti voličů se výsledky vzdálily většinovému systému s výjimkou oblastí s většinou maďarských voličů, kde maďarské strany většinově vyhrávaly.
V modifikaci tento systém používá v nominální složce i smíšený volební systém Monaka. V nominální složce je rozdělováno 16 z 24 míst v monackém parlamantu, ale volič může udělit 24 hlasů. Díky tomu tak může volič dát hlas 16členné kandidátce své oblíbené strany, ale zároveň podpořit až 8 dalších kandidátů ostatních stran.